# العلاقات الإيرانية اللاتفية
العلاقات الإيرانية اللاتفية هي العلاقات الثنائية التي تجمع بين إيران ولاتفيا.

## مقارنة بين البلدين
هذه مقارنة عامة ومرجعية للدولتين:
| وجه المقارنة                                              | إيران                    | لاتفيا                                             |
| --------------------------------------------------------- | ------------------------ | -------------------------------------------------- |
| المساحة (كم2)                                             | 1.65 مليون               | 64.59 ألف                                          |
| عدد السكان (نسمة)                                         | 79.97 مليون              | 1.93 مليون                                         |
| الكثافة السكانية (ن./كم²)                                 | 48.47                    | 29.88                                              |
| العاصمة                                                   | طهران                    | ريغا                                               |
| اللغة الرسمية                                             | لغة فارسية               | اللغة اللاتفية                                     |
| العملة                                                    | ريال إيراني              | يورو، لاتس لاتفي، الروبل اللاتفي ‏، الروبل اللاتفي ‏ |
| الناتج المحلي الإجمالي (بليون دولار)                      | 439.51 مليار             | 30.26 مليار                                        |
| الناتج المحلي الإجمالي (تعادل القوة الشرائية) بليون دولار | 1.36 تريليون             | 49.24 مليار                                        |
| الناتج المحلي الإجمالي الاسمي للفرد دولار أمريكي          |                          | 14.06 ألف                                          |
| الناتج المحلي الإجمالي للفرد دولار أمريكي                 |                          | 23.55 ألف                                          |
| مؤشر التنمية البشرية                                      | 0.766                    | 0.819                                              |
| رمز المكالمات الدولي                                      | +98                      | +371                                               |
| رمز الإنترنت                                              | .ir،                     | .lv                                                |
| المنطقة الزمنية                                           | ت ع م+03:30، توقيت إيران | ت ع م+02:00، ت ع م+03:00، أوروبا/ريغا ‏             |

## منظمات دولية مشتركة
يشترك البلدان في عضوية مجموعة من المنظمات الدولية، منها:
| علم المنظمة | اسم المنظمة                        | تاريخ انضمام إيران | تاريخ انضمام لاتفيا |
| ----------- | ---------------------------------- | ------------------ | ------------------- |
|             | مؤسسة التنمية الدولية              | 10 أكتوبر 1960     | 11 أغسطس 1992       |
|             | يونسكو                             | 6 سبتمبر 1948      | 9 يوليو 1951        |
|             | وكالة ضمان الاستثمار متعدد الأطراف | 15 ديسمبر 2003     | 21 أغسطس 1998       |
|             | الأمم المتحدة                      | 24 أكتوبر 1945     | 17 سبتمبر 1991      |
|             | الفريق المعني برصد الأرض           | ?                  | ?                   |
|             | الاتحاد البريدي العالمي            | ?                  | ?                   |
|             | البنك الدولي للإنشاء والتعمير      | 29 ديسمبر 1945     | 11 أغسطس 1992       |
|             | المنظمة الهيدروغرافية الدولية      | ?                  | ?                   |
|             | منظمة حظر الأسلحة الكيميائية       | ?                  | ?                   |
|             | مؤسسة التمويل الدولية              | 28 ديسمبر 1956     | 29 سبتمبر 1993      |
|             | منظمة الشرطة الجنائية الدولية      | ?                  | ?                   |

## وصلات خارجية
- موقع وزارة الخارجية الإيرانية
- موقع وزارة الخارجية اللاتفية